# Parc naturel régional du Vercors
Pour les articles homonymes, voir Vercors.

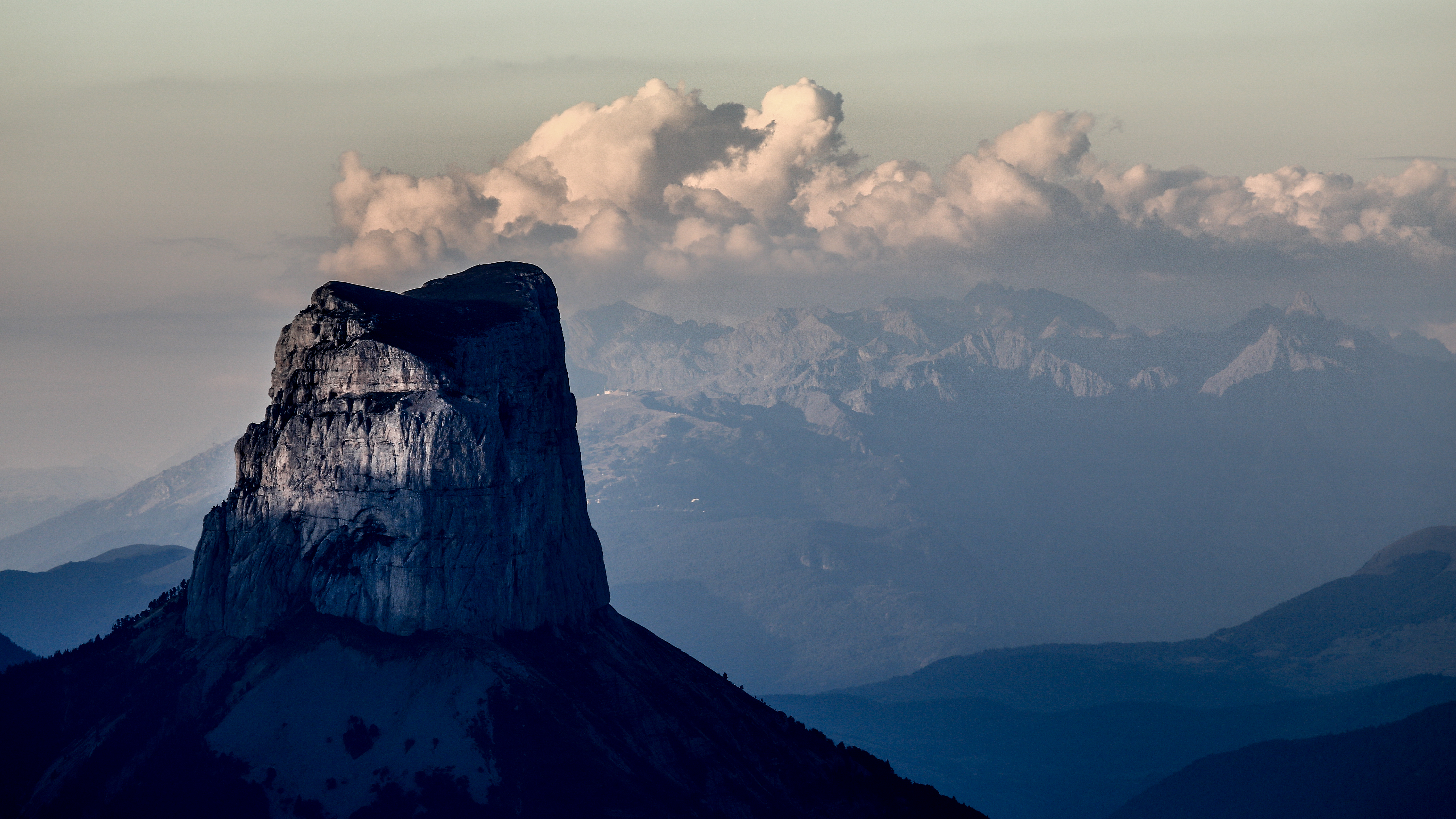
Dans le parc, le mont Aiguille.

Le Parc naturel régional du Vercors est un Parc naturel régional français créé en 1970, à cheval sur les départements de la Drôme et de l'Isère, son point culminant est le rocher Rond 2 453 m sur la commune de Lus-la-Croix-Haute (Drôme). La Maison du Parc se trouve à Lans-en-Vercors.

## Géographie
Le Parc du Vercors s’étend sur 98 communes et 6 villes-portes. Son territoire, d’une superficie de 227 621 hectares, est situé dans le massif du Vercors, entre la vallée de l'Isère, au nord, et le Diois, au sud, et 62 500 habitants y vivent de façon permanente.

### Topographie
Le territoire du Parc naturel régional du Vercors présente une topographie complexe, enchainant les vallées et les plateaux. Plus de 150 sommets dépassant les 1500 m d'altitude y sont référencés, dont 34 dépassant les 2000 m d'altitude. Les secteurs les plus hauts du territoire sont situés sur la barrière Est du Vercors, sur le Haut-Diois et sur la commune de Lus-la-Croix-Haute, dans le Haut-Buëch. Les secteurs les plus bas se situent dans l'ouest et de sud-ouest du territoire, dans la plaine du Royans et la vallée de la Gervanne.
Quelques points culminants par secteurs du territoire du PNR :
Le piémont nord :
- Les rochers de la Bourgeoise (1177 m)
- Les rochers du Chabloz (1108 m)
- Le bec de l'Echaillon (619 m)
Les Quatre Montagnes
- La Grande Moucherolle (2284 m)
- La Grande Sœur Agathe (2193 m)
- Le roc Cornafion (2049 m)
- Le pic St Michel (1966 m)
- Le Moucherotte (1901 m)
- Le bec de l'Orient (1568 m)
Les Coulmes
- Le bec de Neurre (1474 m)
- Le Serre du Sâtre (1415 m)
- La Lunette (1304 m)
Le Vercors sud
- La montagne de Beure (1704 m)
- Le But de Nève (1656 m)
- Le Sapin du Vercors (1587 m)
Les Hauts-Plateaux du Vercors
- Le Grand Veymont (2341 m)
- Pierre Blanche (2106 m)
- Le Malaval (2097 m)
- Le dôme du Glandasse (2041 m)
- La Montagnette (1972 m)
Le Trièves
- Le Mont Aiguille (2087 m)
- Le Grand Brisou (1674 m)
- Le Platary (1586 m)
Le Haut-Büech
- Le rocher Rond (2453 m)
- La tête de Plainie (2383 m)
- La tête du Lauzon (2278 m) 
- La pointe Feuillette (1882 m)
Le Diois
- Le Jocou (2051 m)
- La montagne de Belle Motte (1952 m)
- La montagne de Toussière (1916 m)
- La montagne de Pinchinet (1556 m)
La Gervanne
- Le Perruclat (1126 m)
- La montagne du Vellan (1089 m)
- La montagne de Lozeron (927 m)
Le Royans
- Le Serre du Montué (1706 m)
- Le roc de Toulau (1581 m)
- La montagne de Musan (1295 m)
Les Monts du matin
- Les Rochers des deux soeurs (1330 m)
- Les rochers de la Drayette (1112 m)

## Relais d'information
Les points d'informations, proposés par de nombreux offices du tourisme et par le Musée de l'eau, la Cave Jaillance, la Maison du Mont Aiguille, La Riviere et le Couvent des Carmes, se trouvent à l’intérieur et à l’extérieur du terroir du parc.

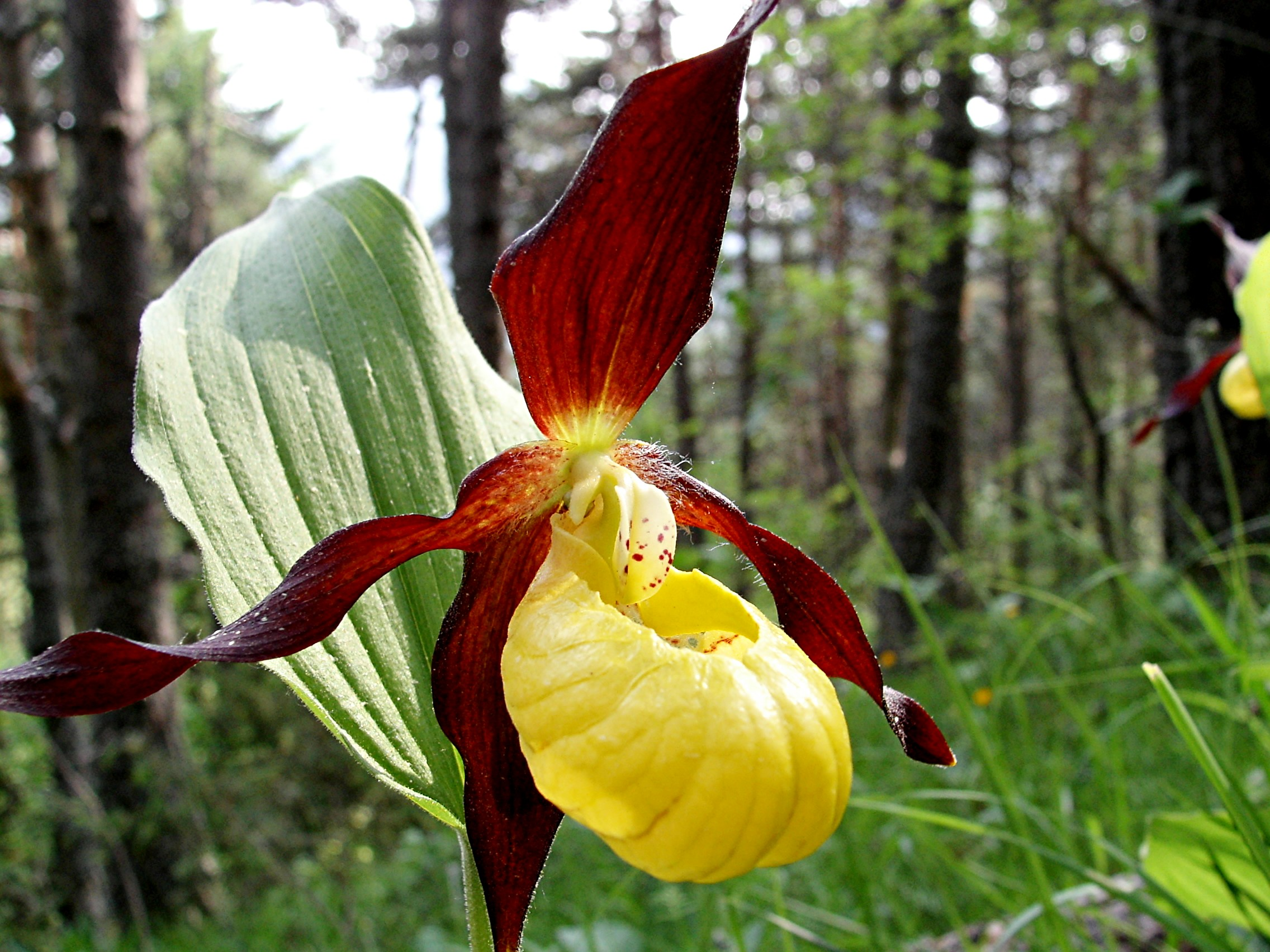
Sabot de Venus dans une forêt du Vercors

## Communes
- Auberives-en-Royans
- Autrans-Méaudre en Vercors
- Barbières
- Barcelonne
- Beaufort-sur-Gervanne
- Beauregard-BaretPC
- Beauvoir-en-Royans
- Bouvante
- Chamaloc
- Château-Bernard
- Châteaudouble
- Châtelus
- Châtillon-en-Diois
- Chichilianne
- Choranche
- ClaixPC
- Clelles
- Cobonne
- Cognin-les-Gorges
- Combovin
- Corrençon-en-Vercors
- CrestVP
- Die
- Échevis
- Engins
- FontainePC
- Gigors-et-Lozeron
- Glandage
- GrenobleVP
- Gresse-en-Vercors
- HostunPC
- Izeron
- La Baume-d'HostunPC
- La Chapelle-en-Vercors
- La Motte-Fanjas
- la Rivière
- Lans-en-Vercors
- Laval-d'Aix
- Le Chaffal
- Le Gua
- Léoncel
- Lus-la-Croix-Haute
- Malleval-en-Vercors
- Marignac-en-Diois
- MensVP
- Miribel-Lanchâtre
- Le Monestier-du-Percy
- Montaud
- NoyareyPC
- Omblèze
- Oriol-en-Royans
- Ourches
- Peyrus
- Percy
- Plan-de-Baix
- Ponet-et-Saint-Auban
- Pont-en-Royans
- Presles
- Rencurel
- Rochechinard
- Rochefort-Samson
- Romans-sur-IsèreVP
- Romeyer
- Rovon
- SaillansPC
- SassenagePC
- Seyssinet-ParisetPC
- SeyssinsPC
- Saint-Agnan-en-Vercors
- Saint-Andéol (Drôme)
- Saint-Andéol (Isère)
- Saint-André-en-Royans
- Saint-Gervais
- Saint-Guillaume
- Saint-Jean-en-Royans
- Saint-Julien-en-Quint
- Saint-Julien-en-Vercors
- Saint-Just-de-Claix
- Saint-Laurent-en-Royans
- Saint-MarcellinVP
- Saint-Martin-de-Clelles
- Saint-Martin-en-Vercors
- Saint-Martin-le-Colonel
- Saint-Michel-les-Portes
- Saint-Nazaire-en-Royans
- Saint-Nizier-du-Moucherotte
- Saint-Paul-lès-Monestier
- Saint-Pierre-de-Chérennes
- Saint-Quentin-sur-IsèrePC
- Saint-Romans
- Saint-Thomas-en-Royans
- Saint-Vincent-la-Commanderie
- Saint-Paul-de-Varces
- Sainte-Croix
- Sainte-Eulalie-en-Royans
- Solaure-en-Diois
- Suze
- Vachères-en-Quint
- Varces-Allières-et-RissetPC
- Vassieux-en-Vercors
- Veurey-VoroizePC
- Villard-de-Lans
- Vinay (Isère)VP

NB
- PC = Partiellement classé
- VP = Ville porte

## Présidences
- 2016-... : Jacques Adenot
- 2014-2016 : Catherine Brette
- 2008-2014 : Danièle Pic
- 1998-2008 : Yves Pillet
- 1985-1992 : Albert Villard
- 1979-1985 : Yves Pillet
- 1976-1979 : Maurice Vérillon
- 1970-1971 : Pierre Salazard

## Directeurs
- 2016-... : Olivier Putot
- 2012-2016 : Jean-Philippe Delorme
- 1998-2012 : Pierre Weick
- 1985-1998 : Dominique Parthenay
- 1975-1979 : Jean-Pierre Courtin

## Énergie
Le Parc est un Territoire à énergie positive pour la croissance verte, s'appuyant sur des centrales villageoises installant des panneaux solaires sur les toits des bâtiments existants et sur l'hydroélectricité.

## Patrimoine naturel
- Si vous ne connaissez pas le sujet, laissez ce bandeau (vous pouvez alors contacter les auteurs).
- Si vous supprimez le contenu mis en cause (vous pouvez préalablement contacter les auteurs),

argumentez précisément cette suppression dans la page de discussion
(un manque de référence n'est pas un argument ; une recherche réelle de référence doit avoir été effectuée, être formellement documentée).
Le parc naturel régional du Vercors abrite de nombreux habitats et espèces naturelles du fait de son positionnement biogéographique à la rencontre des influences montagnardes, méditerranéennes, continentales et océaniques. Couvert à 70 % par des forêts, la mosaïque d'habitats y est complexe.

### Entités géographiques
Dans le sud du massif, les vallées de la Gervanne et de la Drôme ainsi que le sud du Royans présentent des aspects très méditerranéens. La forêt naturelle qui s'y développe est la chênaie pubescente, mais de nombreuses plantations de Pin noir d'Autriche y ont été réalisées au XXe siècle. On y trouve des espèces méridionales telles que le Lézard ocellé, la Couleuvre vipérine, le Tarente de Maurétanie, le Scorpion noir à queue jaune ... L'avifaune y est très diversifiée avec des populations de Fauvette passerinette, mélanocéphale, orphée de Pouillot de Bonelli. Le long des cours d'eau nichent des colonies de Guêpier d'Europe, d'Hirondelles de rivages et des Petits Gravelots et des Chevaliers guignettes. La plupart des zones humides sont occupées par des Castors d'Eurasie, et la Loutre d'Europe fait son retour sur la Drôme et ses affluents, qui accueillent également l'Ecrevisse à pieds blancs et l'Apron du Rhône. La flore de ce secteur est particulièrement riche en orchidées avec plus de 70 espèces connues, dont l'Ophrys de la Drôme, l'Orchis papillon ou l'Epipactis à petites fleurs. Les zones de vigne sont occupées par des espèces emblématiques comme le Petit-ducs scops, le Moineau soulcie ou la Tulipe sauvage. La vallée de la Gervanne est connue pour abriter plus de 30 espèces de chauves-souris sur les 36 connues en France, dont le Minioptère de Schreibers, le Murin à moustache ou la Noctule de Leisler.
Les falaises séparant le Diois du Vercors sont occupées par un grand nombre de rapaces. Plusieurs colonies de Vautour fauve y nichent, après une réintroduction réussie ayant eu lieu entre 1999 et 2007. Le Gypaète barbu s'y reproduit depuis 2022, après y programme de réintroduction initié en 2010 et toujours en cours. Plusieurs couples d'Aigles royaux, de Faucons pèlerins et de Grands-Ducs d'Europe y sont connus et suivis. Ces falaises et leurs abords sont utilisées par les Chamois des Alpes, les Bouquetins des Alpes et des Mouflons méditerranéens. La flore rupicole y est importante avec notamment la Doratille élégante ou le Genêt du Dauphiné qui y sont particulièrement bien représentées. Le cirque d'Archiane, sur la commune de Châtillon-en-Diois est un monument particulièrement impressionnant qui accueille une grande partie des espèces citées précédemment.
Les plateaux du Vercors drômois sont caractérisés par un paysage agricole bocager traditionnel de polyculture-élevage préservé. On y trouve de nombreuses haies sur le plateau de Vassieux-en-Vercors ou dans la vallée de la Vernaison. Ces milieux accueille une avifaune des milieux agricoles préservée avec des populations importantes de Pie-grièche écorcheur, d'Alouette des champs, de Caille des blés, de Bruant jaune et sont le domaine de chasse de rapaces comme le Milan royal ou la Bondrée apivore. Les Cerf élaphe et Chevreuils européens y sont abondants et sont la proie de plusieurs meutes de Loups gris. La diversité en papillons des prairies fleuries du Vercors est particulièrement abondante avec plus de 120 espèces recensées. Des hêtraies-sapinière de moyenne montagne s'y développent et sont gérées pour la plupart en futaie jardinée. Elles accueillent le Pic noir, la Gélinotte des bois, la Chevêchette d'Europe, la Chouette de Tengmalm, la Rosalie des Alpes et la Buxbaumie verte.
Les zones d'alpage de la montagne de Beurre, de Font d'Urle et d'Ambel sont de larges zones ouvertes, pâturées par des vaches, des chevaux et des moutons. On y retrouve d'importantes populations de Marmottes des Alpes (réintroduites), de Cerf élaphe, de Traquet motteux, de Pipit spioncelle et de Monticole de roches. La flore y est très diversifiée avec encore une fois le Genêt du Dauphiné, l'Aconit napel ou l'Erythrone dent-de-chien. Le Lièvre variable et le Tétras lyre y sont présents de manière relictuelle.
Les parties les plus hautes, rassemblant les Hauts-Plateaux du Vercors, les secteurs de La Molière et du Sornin, les crêtes nord du Vercors, le massif de la Moucherolle, le plateau des Ramées et le secteur de La Jarjatte sont ceux qui présentent le faciès le plus montagnard. L'altitude y atteint 2453m au Rocher Rond, 2341m au Grand Veymont et 2284m à la Grande Moucherolle. On y rencontre des espèces typiques des Alpes comme le Bouquetin des Alpes, la Marmotte des Alpes, le Lièvre variable, le Tétras lyre, la Perdrix bartavelle et le Lagopède alpin. Les habitats y sont diversifiés, avec principalement de la pinède à crochet, des pessières sur lapiaz et des pelouses alpines. d'importantes populations de petites chouettes de montagne y sont présentes (Chouette de Tengmalm et Chevêchette d'Europe). La flore y est également alpine, avec l'Edelweiss, l'Ancolie des Alpes, le Panicaut blanc des Alpes, le Pavot des Alpes ...
Le nord du Vercors, avec les vals de Lans et d'Autrans-Méaudre présente un aspect plus humide et plus aménagé que le Vercors drômois. Les prairies subtourbeuses riches qui les composent sont pâturées par des bovins principalement. Elles sont occupées par des populations de Rousserolle verderolle, et quelques rares chanteurs de Râle des genêts. Des espèces rares comme l'Orchis musc y poussent. Les forêts de moyenne montagne qui s'y développent sont assez comparables à celles présentes dans le Vercors drômois.
Les secteurs Ouest, dans le Royans sont plus bas en altitude et caractérisés par des influences océaniques et méditerranéennes. Le massif y est entaillé de profondes gorges encaissés et l'eau y est abondante. C'est le domaine des Cincles plongeurs et des Bergeronnettes des ruisseaux. Le Bouquetin des Alpes y a été réintroduit au début des années 2000 sur le massif du Mont Barret et dans les Gorges de la Bourne, à 500m d'altitude. Ce secteur, plus agricole, est caractérisé par des plantations de noyers et de nombreux petits villages, occupés par des Chevêches d'Athéna, des Rougequeues à front blanc et des Milans noirs. Le Pic cendré y est présent de façon relictuelle dans les ripisylves. Une flore rare se développe dans les zones de gorge comme la Doratille de Jahandiez ou le Myosotis des grottes. Les bordures du Vercors accueillent de superbes tufières, notamment sur les secteurs de Combe Laval, de Bournillon ou des Petits Goulets.
Enfin, les secteurs Est du Trièves sont des paysages agricoles de moyenne montagne, bordés par les hautes falaises de la bordure Est des Hauts-Plateaux. Le cortège bocager y est préservé, ainsi que celui des hêtraies-sapinières. Ce secteur est particulièrement riche en orchidées, avec plusieurs dizaines de stations de Sabot de Vénus connues, ainsi que l'Orchis de Spitzel ou le Listère en cœur. La faune y est diversifiée avec les 6 ongulés présents dans les Alpes. Le secteur est également fréquenté par plusieurs couples d'Aigles royaux, et des populations isolées de Tétras lyre survivent sur des secteurs comme le Serpaton.
Le Vercors est un territoire également connu pour les grands prédateurs.
Il a été le dernier bastion alpin de l'Ours brun, dont la dernière observation a été réalisée sur la commune de Saint-Martin-en-Vercors en 1937. Des observations ponctuelles de traces ont ensuite été notées jusqu'au tout début des années 50, mais l'espèce est désormais éteinte, bien qu'un programme de réintroduction ai été envisagé puis laissé de côté dans les années 90.
Le Vercors a été l'un des premiers massifs recolonisé naturellement par les Loups gris arrivés d'Italie. Une première reproduction y a été observée sur le secteur du Col de Proncel en 1997. A ce jour, le territoire est occupé par plusieurs meutes présentes dans tous les habitats et à toutes les altitudes, de la plaine à l'Ouest aux plus hautes crêtes. Son suivi est assuré par le réseau grands prédateurs loup-lynx de l'Office Français de la Biodiversité.
Le Lynx boréal est présent à proximité, dans le massif de la Chartreuse au nord du Vercors. Sa présence est soupçonnée mais aucune preuve de présence n'a été trouvée à ce jour sur le massif du Vercors, bien que les habitats et les populations d'ongulés présentes semblent très favorables à son installation. La présence d'entraves écologiques comme la ville de Grenoble, de défilé de Voreppe et plusieurs autoroute semblent être des freins à la recolonisation du massif.

### Milieux naturels

#### Les pelouses alpines
Localisées sur les plus hautes crêtes, habituellement au delà de 1900 m, on les retrouve principalement du sommet du Moucherotte, au nord, au vallon de la Jarjatte (Lus-la-Croix-Haute), au sud, en suivant toutes les crêtes orientales du massif sur près de 60 km. Des secteurs d'altitude sont plus isolés sur le massif du Glandasse. Les zones les plus représentatives se retrouvent sur le massif de la Grande Moucherolle, du Grand Veymont, du Rocher Rond et des Aiguilles de la Jarjatte.
Des zones abyssales au caractère alpin se rencontrent à plus basse altitude localement, notamment sur les plateaux de Font d'Urle ou d'Ambel.
Les espèces caractéristiques de ces milieux sont l'Edelweiss, le Pavot des Alpes, la Silène acaule, le Candide, le Lagopède alpin, la Perdrix bartavelle, la Niverolle alpine ou le Campagnol des neiges.

#### Les forêts d'altitude
Composées principalement d’Épicéa commun et de Pin à crochet, ces forêts se développent principalement entre 1600 m et 2000 m d'altitude. On les retrouve sur La Molière, le Sornin, le long des crêtes orientales, et sur les Hauts-Plateaux.
C'est le domaine des Dents-de-chien, des Orchis sureau, du Genévrier de Sibérie, des Apollons, des Tétras lyres, des Venturons montagnards, des Cassenoix mouchetés, des Merles à plastrons, des Chevêchettes d'Europe, des Campagnols de Fatio ou des Mulots alpestres.

#### Les forêts de montagne
Structurées par le Hêtre commun et le Sapin blanc, ces forêts se rencontrent dès 800 m d'altitude sur les versants froids, et jusqu'à 1600 m environ. Humides ou sèches, leurs faciès peuvent être assez variables. Il s'agit souvent de forêts exploitées pour la production de bois, où la présence du sapin a été favorisée artificiellement, et où d'autres espèces ont été introduites dans un objectif de production, comme l’Épicéa commun, le Mélèze des Alpes, le Sapin de Douglas…
On retrouve les principales forêts de montagnes dans la forêt de Lente, la forêt communale de Die, sur les Coulmes, aux Ecouges, dans les forêts d'Autrans-Méaudre ou dans le val de Lans.
Quand elles sont exploitées avec raison et sans excès, notamment en conservant des gros arbres et du bois mort, ces forêts recèlent une biodiversité très importante avec par exemple l'Epipogon sans feuilles, la Listère à feuilles en coeur, le Lis martagon, la Rosalie des Alpes, le Semi-Apollon, des Pics noirs, des Chouettes de Tengmalm, des Gélinottes des bois, des Cerfs élaphes, des Martres des pins…

#### Les prairies de fauche et de pâture de montagne
Ces prairies exploitées sont souvent situées sur des plateaux ou en fond de vallée, les plus remarquables se rencontrent sur Fond d'Urle, Ambel, sur le plateau de Vassieux, dans la vallée de la Vernaison, dans le vallon de la Jarjatte, dans le val de Lans et celui d'Autrans. Ces milieux sont issus d'une pratique agricole ancienne, et les prairies les plus riches ont souvent été exploitées pour la production céréalière jusqu'à 1600 m d'altitude jusqu'au début du XXe siècle, bien que ces formes de culture ont aujourd'hui presque disparu avec la spécialisation des territoires.
Ces prairies sont un refuge pour certaines espèces comme l'Orchis tachetée, le Fenouil des Alpes, l'Aconit napel, les Cailles des blés, les Alouettes des champs, quelques rares Râles des genêts, les Bruants jaunes ou les Orvets fragiles.

#### Les torrents de montagne
L'eau de surface est rare sur les plateaux du Vercors, cependant, quelques cours d'eau réussissent à se frayer un chemin entre les roches calcaires. Les principaux sont le Furon, le Bruyant, la Bourne, le Méaudret, la Doulouche, la Buyèche, la Vernaison et le Cholet.
On y retrouve des espèces parfois rares, notamment la Loutre d'Europe qui est en train de les recoloniser, ou la Crossope aquatique. Des oiseaux comme le Cincle plongeur et la Bergeronnette des ruisseaux y sont courants. Sous la surface, on retrouve par endroits l'Écrevisse à pattes blanches, la Truite fario et le Chabot commun. Les zones tranquilles sont utilisées par les Salamandres tachetées pour se reproduire.

#### Les tourbières et marais d'altitude
Ces milieux humides sont également rares sur le massif du Vercors. On en retrouve cependant localement dispersés un peu partout. Les principaux sont le marais de Léoncel, des zones humides de la vallée de la Vernaison et les tourbières du Val de Lans et de celui d'Autrans, ainsi que la tourbière du Peuil.
On y trouve l'Orchis de Laponie, l'Epipactis des marais, l'Aeschne des joncs, le Sympétrum noir, l'Azurée de la croisette, la Rousserolle verderolle, le Vanneau huppé ou le Campagnol amphibie.

#### Les chênaies blanches méridionales
Ces forêts composées principalement de Chêne pubescent et de Pin sylvestre sont présentes sur de nombreux sites d'altitude moyenne, entre 200 m et 1000 m d'altitude, sur des sites bien exposés et souvent pentus. On les retrouve sur tous les contreforts du Vercors, mais elles sont plus communes dans le Royans, la vallée de la Gervanne et la vallée de la Drôme. Dans cette dernière, des Pins noirs d'Autriche ont été massivement introduits et plantés dans un objectif économique et ont partiellement remplacé cette forêt par un peuplement monospécifique assez pauvre en biodiversité.
Quand elles sont préservées, ces forêts sont très riches, notamment en orchidées, avec entre autres le Sabot de Vénus, le Céphalanthère rouge ou l'Orchis de Fuchs. On y retrouve également de nombreuses autres espèces, comme le Cytise arborescent, le Grand Capricorne, le Lucane cerf-volant, des Pouillots de Bonelli, des Engoulevents d'Europe ou encore des Genettes communes.

#### Les pelouses sèches des étages montagnards et collinéens
Ces pelouses font partie des milieux emblématiques des zones de moyenne altitude du massif, souvent pâturées par des ovins, caprins ou bovins. Elles présentent une richesse floristique et faunistique remarquable. On les rencontre entre 200 m et 1200 m d'altitude, selon les expositions, dans la plupart des régions du massif.
Certaines des espèces que l'on y retrouve sont la Lavande à feuilles étroites, le Thym commun, l'Ophrys de la Drôme, l'Azuré du serpolet, le Fadet des garrigues, l'Empuse pennée, le Pipit rousseline, le Bruant proyer, la Fauvette passerinette ou le Muscardin.

#### Les garrigues méridionales
La partie sud du Vercors, rattachée à la Haute-Provence, est la limite nord de nombreuses formations écologiques méridionales. On y retrouve quelques garrigues, au faciès très méridional, souvent structurées par le Chêne vert, le Genévrier commun et le Pin sylvestre. Ces garrigues sont localisées sur les zones les plus thermophiles de la vallée de la Gervanne et de celle de la Drôme.
On y trouve des espèces comme le Lézard ocellé, la Magicienne dentelée, la Proserpine, le Scorpion à pattes jaunes ou la Fauvette orphée.

#### Les cultures viticoles et de lavande méridionales
Ces zones de culture localisées dans les zones à influence méditerranéenne. L'exploitation douce a permis de préserver une biodiversité très intéressante dans ces secteurs jusqu'à aujourd'hui.
On y retrouve notamment la Tulipe sauvage, le Glaieul d'Italie, le Flambé, le Moineau soulcie ou la Chevêche d'Athéna.

#### Les rivières sauvages
Plusieurs cours d'eau à la structure relativement préservée sont présents dans le Vercors, notamment la Drôme, la Gervanne, le Bez ou le Drac, sur tout ou partie de leur cours.
On y rencontre des espèces comme l'Alexanor, l'Orthetrum bleuissant, le Caloptéryx vierge, la Couleuvre vipérine, l'Apron du Rhône, le Guêpier d'Europe, le Harle bièvre, ou le Castor d'Eurasie.

#### Les rivières lentes de type fluvial
Ce type de cours d'eau concerne principalement l'Isère sur le territoire du Vercors, ainsi que localement quelques secteurs de la basse Bourne. Ce régime est, entre autres, dû à la présence de barrages, qui ont donné naissance localement à des zones calmes où des roselières ont pu se développer sur les rives.
On y retrouve des espèces comme de Crocothemis écarlate, la Libellule fauve, la Couleuvre helvétique, la Rousserolle turdoïde, le Blongios nain ou le Martin-pêcheur d'Europe.

#### Les forêts de plaine caducifoliées
Principalement présentes dans le Royans et le Piémont nord du massif, ces forêts ne sont pas très répandues sur le massif, principalement sous les 400 m d'altitude. Elles sont structurées par le Chêne sessile et le Charme commun.
On y trouve des espèces comme le Listère ovale, la Nivéolle d'été, le Scarabée rhinocéros, le Pic vert, le Loriot d'Europe ou le Loir gris.

#### Les tufières et zones de source
Milieu caractéristique des régions calcaires, les tufières sont des zones de source où l'eau jaillit, chargée en carbonate de calcium, qui se dépose rapidement sur les roches et la végétation alentour. Ces milieux sont extrêmement fragiles, et considérés comme d'intérêt à l'échelle européenne. Le Vercors est particulièrement riche en tufières, principalement dans l'ouest et le sud du massif, mais elles sont localement présentes sur tous les secteurs du parc.
On y rencontre des espèces rares, comme la Grassette à grandes fleurs, le Cordulégastre bidenté, le Cordulégastre annelé ou des Cincles plongeurs et des Ecrevisses à pattes blanches.

#### Les grottes et le milieu sous-terrain
Massif karstique, le Vercors est particulièrement riche d'un réseau sous-terrain très développé. Grottes, porches, rivières et lacs souterrains, glacières composent ce patrimoine riche de centaines de sites sur le massif.
On y rencontre des espèces comme le Dolichopode d'Azam, près de 30 espèces de Chiroptères sur les 36 connues en France, dont par exemple l'Oreillard montagnard, la Noctule de Leisler, le Murin d'Alcathoe, la Barbastrelle d'Europe ou le Grand Rhinolophe.

#### Les falaises et milieux verticaux
Les falaises sont des éléments structurants des paysages du massif du Vercors, atteignant par endroits plusieurs centaines de mètres de hauteur, composées principalement de calcaires urgoniens, thitoniens et de marnes. Les falaises les plus remarquables sont présentes le long de la barrière Est, dans les gorges de la Bourne, dans les gorges des Grands Goulets, dans le cirque de Combe Laval, sur le massif du Glandasse, dans le cirque d'Archiane et dans les gorges des Gâts.
Elles sont occupées par de nombreuses espèces patrimoniales, comme le Genévrier thurifère, la Raiponce de Charmeuil, la Doratille élégante, le Grand-duc d'Europe, le Faucon pèlerin, l'Aigle royal, le Vautour fauve, le Gypaète barbu, le Martinet à ventre blanc, l'Hirondelle de rochers ou le Tichodrome échelette.

### Aires naturelles protégées
Plusieurs aires naturelles protégées ont été mises en place afin de préserver ce patrimoine naturel exceptionnel dont :
- la réserve naturelle nationale des hauts plateaux du Vercors
- la réserve naturelle nationale des Ramières du Val de Drôme
- la réserve naturelle régionale des Isles du Drac
- les espaces naturels sensibles de la Drôme (Jardin du Roi, Glandasse, Font d'Urle, Ambel, Marais des Bouligons, Combe Laval...)
- les espaces naturels sensibles de l'Isère (La Molière, Sornin, les Ramées, Moucherotte, les falaises, les Ecouges, vallée fossile des Rimées, tourbière du Peuil ...)
- au total, ce sont 18 espaces naturels sensibles qui couvrent plusieurs milliers d'hectares sur le massif, protégeant des zones alpines, des forêts, des marais, des sites d'importance géologique ... Ces derniers sont gérés par le département de la Drôme, le département de l'Isère, le PNR du Vercors ou les communes.
- les réserves biologiques intégrales gérées par l'Office National des Forêts du Vercors, du Val Sainte-Marie, du Sornin, d'Archiane...
- les réserves du vie sauvage gérées par l'association ASPAS du Vercors et du Grand Barry
- les sites Natura 2000 de la Gervanne, des Versants méridionaux du Vercors, des Hauts-Plateaux et bordure Est du Vercors, du Sornin-La Molière, des Monts du matins, du Val Sainte-Marie, de Combe Laval, des Gorges de la Bourne...

### Les orchidées dans le Vercors
Le Vercors est une des destinations les plus connues en France pour les amateurs d'orchidées sauvages. Le massif en accueille près de 90 espèces sur environ 140 connues en France. Cette diversité s'explique par son positionnement aux limites des domaines méditerranéens, montagnards et océaniques.

#### Les zones méditerranéennes du sud et de l'ouest du massif
Ces secteurs sont les plus riches en orchidées. Un grand nombre d'espèces y sont communes comme la Platanthère à deux feuilles, l'Orchis de Fuchs, l'Orchis militaire, l'Orchis singe, l'Orchis pourpre, l'Orchis homme-pendu, l'Orchis brûlée, l'Orchis pyramidal, l'Orchis bouffon, l'Orchis bouc, l'Orchis géant, l'Ophrys mouche, l'Ophrys bourdon, l'Ophrys araignée, l'Ophrys petite-araignée, l'Ophrys de la Drôme, l'Ophrys abeille, la Céphalanthère de Damas, la Céphalanthère rouge, la Céphalanthère à longues feuilles, la Néottie nid-d'oiseau, la Listère à feuilles ovales, le Limodore à feuilles avortées, l'Epipactis pourpre-noirâtre, l'Epipactis à petites feuilles, l'Epipactis à larges feuilles, l'Epipactis de Müller.
D'autres sont plus localisées avec l'Orchis occitan, l'Orchis de Provence, l'Orchis papillon, l'Orchis punaise, l'Orchis tridentée, l'Orchis intact, le Sérapias à long labelle, le Sérapias langue, l'Ophrys des lupercales, l'Ophrys jaune, l'Ophrys miroir, l'Ophrys de la Durance, l'Ophrys bécasse, l'Ophrys à deux ailes, l'Ophrys verdissant, l'Ophrys occidental, l'Ophrys d'Aurelio, la Goodyère rampante, le Spiranthe d'été, le Spiranthe d'automne, l'Epipactis des marais, l'Epipactis à feuilles écartées, l'Epipactis du Rhône, l'Epipactis de Tremols, l'Epipactis à labelle pincé, l'Epipactis de Provence, l'Epipactis des hêtraies.

#### Les zones humides
Les zones humides du Vercors sont assez rares, elles accueillent cependant une belle diversité d'orchidées avec l'Orchis musc, l'Orchis odorant, l'Orchis incarnat, l'Orchis de mai, l'Orchis alpestre, l'Orchis de Laponie, l'Orchis de Traunsteiner, l'Orchis tacheté, l'Orchis de Savoie, l'Orchis des marais, l'Orchis à fleurs lâches et l'Epipactis des marais.

#### Les zones de montagne
Ces secteurs correspondent à toute la partie centrale et orientale du massif. Elles accueillent une importante diversité parmi les espèces d'orchidées montagnardes françaises.
On y trouve le Sabot de Vénus, le Platanthère à deux feuilles, le Platanthère verdâtre, l'Orchis globuleux, l'Orchis blanchâtre, l'Orchis moucheron, l'Orchis à fleurs denses, l'Orchis odorant, l'Orchis grenouille, l'Orchis sureau, l'Orchis tacheté, l'Orchis de Fuchs, l'Orchis pourpre, l'Orchis mâle, l'Orchis superbe, l'Orchis pâle, l'Orchis de Spitzel, l'Orchis brûlé, l'Orchis pyramidal, l'Orchis bouffon, la Nigritelle noire, la Nigritelle d'Autriche, la Nigritelle de Cornelia, l'Ophrys mouche, l'Ophrys du Grésivaudan, la Goodyère rampante, la Céphalanthère de Damas, la Céphalanthère rouge, la Céphalanthère à longue feuilles, la Néottie nid-d'oiseau, la Listère en cœur, la Listère à feuilles ovales, l'Epipactis pourpre-noirâtre, l'Epipactis à petites feuilles, l'Epipactis à larges feuilles, l'Epipactis pourpre, l'Epipactis à label pincé, l'Epipogon sans feuilles, la Racine de corail.